# Асенов, Арман Турсунбаевич
Арма́н Турсунба́евич Асе́нов (каз. Арман Әсенов; род. 17 апреля 1972, Веймар, Эрфурт) — казахстанский актер, продюсер. Заслуженный деятель Казахстана. Доктор философии PhD. Лауреат премии Союза молодежи Казахстана. Обладатель Спортивного Оскара (США, Атлантик-Сити). Звание «Лучший кинопродюсер Казахстана» (Национальная премия «Кулагер» Союза Кинематографистов РК).

## Биография
Родился 17 апреля 1972 года в Германии где прожил до пятого класса, после чего семья переехала в Казахстан. К 16 годам стал чемпионом Казахстана в полноконтактном каратэ Киокушин.
В 1995 году окончил КазСХИ, в 1998 году окончил Высшие режиссёрские курсы МФРК им. С. Эйзенштейна в г. Москве по специальности «Организатор кинопроизводства, культурных и массовых программ», в 2000 году окончил Государственный финансовый институт МФ РК.
В 2019 году закончил Институт народного хозяйства им. Г. В. Плеханова с защитой ученой степени MBA (кандидат экономических наук).
2022-25 г.г обучение в Докторантуре (PhD) на факультете Генерального штаба Национального Университета Обороны Республики Казахстан.   С защитой ученной степени Доктор философии PhD (тема диссертации ДСП 2025г.).
Дебютировал в кино, исполнив главную роль в фильме «Кайсар» Виктора Пусурманова (СССР-Индия, фильм в 1991 г. удостоен Гран-при МКФ детских и юношеских фильмов в г. Ашхабад).
1995—2002 — актёр, продюсер АО «Казахфильм» им. Ш.Айманова.
2002—2006 — генеральный директор РПО «Казкинопрокат», кинопродюсер.
2006—2007 — заместитель директора Дворца республики в г. Алматы.
2007—2010 — директор Дворца «Жастар» в г. Астана. (Худ.руководитель, режиссёр и технический директор празднования 8,9,10-летия г. Астана).
2010—2014 — независимый директор, член Совета директоров АО «Казахфильм» им. Ш.Айманова, генеральный продюсер Национального продюсерского центра «Байтерек».
2014—2015 — первый вице-президент АО «Казахфильм» имени Шакена Айманова.
2015—2016 — генеральный продюсер первого национального киносериала «Қазақ Елі».
2017—2019 — директор «Дворца республики» г. Алматы.
2019—2020 — президент АО «Казахфильм» им. Ш.Айманова.
2021—2022 — генеральный продюсер,1-й заместитель председателя НАО «Государственный центр поддержки национального кино РК»(ГосКино).
с 17.04.2022 — начальник РГУ «Национальный Военно-патриотический Центр Вооруженных Сил Республики Казахстан»
Первый опыт продюсирования кино получил во время съёмок фильма «Тёплые ветры древних булгар» режиссёра Булата Мансурова. После этого был продюсером в таких картинах, как «Степной экспресс» Аманжола Айтуарова, «Записки путевого обходчика» Жанабека Жетируова, «Человек-ветер» режиссёра Хуата Ахметова (сопродюсирование), «Кек» («Месть») Дамира Манабая, «Возвращение в „А“» Егора Кончаловского, «В ожидании моря» Бахтиёра Худойназарова, «Аманат» Сатыбалды Нарымбетова, «Қазақ Ел» (Казахское ханство) Рустема Абдрашева, и др.
Женат. Четверо детей

## Фильмография

### Актёр
- 1991 — Кайсар — Кайсар
- 1991 — Азиат — Азиат
- 1991 — Последняя любовь Кемене — Кемене
- 1993 — Абулхаир-хан — Жанарыс
- 1993 — Чингисхан — Чингисхан
- 1996 — Стрелок Хамучи
- 1996—2000 — телесериал «Перекрёсток» — милиционер
- 1997 — Волшебный спонсор — Спонсор
- 2000 — Десант — лейтенант Ахметов
- 2003 — Потерянный рай (Каждый взойдет на Голгофу) — Кодар
- 2005 — Теплые ветры древних булгар (Сага древних булгар) — Атилла и Ирник
- 2006 — Ноктюрн — Аскар
- 2006 — Час волка — Ахан
- 2006 — Махамбет — Турген-батыр
- 2010 — Возвращение в «А» — Кара-майор
- 2012 — Огненная река — Максат
- 2013 — Параллельные миры
- 2014 — Железная гора — Максат
- 2015 — Разрывая замкнутый круг — Максат
- 2016 — Қазақ Елі. 10 серий (первый сезон). Алмазный меч — Кобланды
- 2018 — Қазақ Елі 10 серий (второй сезон). Золотой трон — Кобланды
- 2023 — Алия. Фея Казахстана — Олжас Сулейман

### Продюсер
- 2002 — Степной экспресс реж. А. Айтуаров
- 2004 — Курак курпе реж. Р. Абдрашов
- 2006 — Записки путевого обходчика реж. Ж. Жетируов
- 2006 — Месть (Кек) реж. Д. Манабай
- 2007 — Человек-ветер реж. Х. Ахметов
- 2008 — Теплые ветры древних булгар реж. Б. Мансуров
- 2009 — Вокруг Астаны реж. Д. Маликов
- 2010 — Возвращение в «А» реж. Е. Кончаловский
- 2011 — В ожидании моря реж. Б. Худойназавров
- 2011 — Лотерея реж. Д. Манабай
- 2013 — Огненная река реж. Р. Абдрашов
- 2013 — Железная гора реж. Р. Абдрашов
- 2014 — Беглецы. реж. Р. Мосафир
- 2015 — Разрывая замкнутый круг реж. Р. Абдрашов
- 2016 — Аманат реж. С. Нарымбетов
- 2016 — Қазақ Елі (Казахское ханство) реж. Р. Абдрашов
- 2017 — Верные друзья (док. фильм) реж. А. Асенов
- 2018 — Золотой трон (второй сезон «Қазақ Елі») реж. Р. Абдрашов
- 2024 — Шандарт в Узбекистане реж. Р. Абдрашов

## Награды и премии
- Гран-при на Фестивале детских и юношеских фильмов в г. Ашхабаде (1991)
- Лауреат Премии Союза молодежи Казахстана (2002)
- Юбилейная медаль «10 лет Астане» (2008)
- Знаки отличия «Кайсар» I и II степени (2008)
- Нагрудный знак «Деятель культуры Казахстана» (каз. Қазақстан Республикасының Мәдениет қайраткері) (2009)
- Юбилейная медаль «20 лет независимости РК» (2011)
- Юбилейная медаль «20 лет вооруженных сил» (2011)
- Медаль "177 ООСПН «Мусульманский батальон» (2011)
- Обладатель почетного звания «Народный любимец 2012 года» (Интернет-голосование «Республика-регион-развитие»)
- Заслуженный деятель Казахстана (каз. Қазақстанның еңбек сіңірген қайраткері) (05.12.2014)
- Медаль им. Бауыржана Момышулы (2016)
- Юбилейная медаль «25 лет Независимости РК» (2016).
- Медаль «Қазақстан полициясына 25 жыл» (2017)
- Медаль «Қазақстан Республикасы құқық қорғау әскеріне 25 жыл» (2017)
- Медаль «Алаш Батыры» (2019)
- Медаль «25 лет Конституции РК» (2020)
- Медаль Алтын Барыс (2021)
- Медаль Қазақстан Тәуелсіздігіне 30 жыл (2021)
- Медаль Ел Қорғаны (2022)
- Медаль Қазақстан полициясына 30 жыл (2023)
- Обладатель «спортивного Оскара» Международная Академия Боевых Искусств(США, Атлантик Сити 2017)
- Обладатель звания «Лучший кинопродюсер Казахстана» (Национальная премия «Кулагер» Союза Кинематографистов РК)
- Обладатель аристократического титула «Мурза» (Свидетельство Дворянского достоинства Меджелиса татарских и мусульманских общин от 2013 года Русского дворянского общества г. Москва)